# Josef Münzenrieder
Josef Münzenrieder (* 16. Mai 1950 in Apetlon) ist ein österreichischer Politiker (ÖVP) und Wirtschaftstreuhänder. Er war zwischen 1996 und 1999 Abgeordneter zum Burgenländischen Landtag. 

## Leben
Münzenrieder besuchte nach der Volksschule in Apetlon das Bundesgymnasium/Bundesrealgymnasium in Bruck an der Leitha, an dem er 1969 die Matura ablegte. Danach absolvierte er bis 1970 den Präsenzdienst und studierte in der Folge an der Wirtschaftsuniversität Wien, wobei er sein Studium 1978 mit dem akademischen Grad Mag. rer. soc. oec. abschloss. Münzenrieder arbeitete danach von 1973 bis 1996 als Lehrer an der Handelsakademie Neusiedl am See und war zudem ab 1980 als selbständiger Steuerberater tätig. Zudem arbeitete er ab 1995 als Unternehmensberater.
Nach seiner politischen Karriere wurde Münzenrieder Vorstandsdirektor der BEWAG, wobei er auf Grund von  Auffassungsunterschieden zwischen dem Vorstand, dem Aufsichtsrat und den Eigentümern per Ende 2010 aus seinem ursprünglich bis 2012 laufenden Vertrag ausscheiden wird.

## Politik
Er engagierte sich ab 1997 als Bezirksobmann des ÖVP-Wirtschaftsbundes im Bezirk Neusiedl am See und vertrat die ÖVP zwischen dem 27. Juni 1996 und dem 31. Juli 1999 im Burgenländischen Landtag.